# Aleksander Rajchman
Aleksander Rajchman (* 13. November 1890 in Warschau; † Juli oder August 1940 im KZ Sachsenhausen) war ein polnischer Mathematiker, der sich mit reeller Analysis und Statistik beschäftigte.

## Leben
Rajchman wurde im damals zum Russischen Reich gehörigen Kongresspolen geboren und studierte in Paris, wo er 1910 sein Lizenziat erwarb. 1919 wurde er Assistent an der Universität Warschau. 1921 wurde er bei Hugo Steinhaus an der Universität Lwow  (Lemberg) promoviert. Danach wurde er 1922 Professor an der Freien Universität Warschau und nach seiner Habilitation 1925 Privatdozent an der Universität Warschau, wo er bis 1939 lehrte. 1940 wurde er als Jude von der Gestapo verhaftet und starb im Konzentrationslager Sachsenhausen.
In den 1930er Jahren war er auch Gastdozent im Seminar von Jacques Hadamard am Collège de France. Er befasste sich insbesondere mit Fourierreihen. Sein bekanntester Schüler war Antoni Zygmund, mit dem er drei Arbeiten veröffentlichte und der in Chicago eine bedeutende Schule der harmonischen Analysis aufbaute. Zygmund widmete sein monumentales Werk Trigonometric Series seinem Lehrer Rajchman (und seinem Schüler Józef Marcinkiewicz) und schrieb auch 1987 einen Nachruf auf Rajchman. Das Banach-Zentrum veranstaltete 2000 ein Symposium zu Ehren von Marcinkiewicz, Rajchman, Zygmund.
Nach Rajchman sind Rajchman Algebren und Rajchman-Maße benannt.